# Buddlejoideae
Buddlejoideae, potporodica strupnikovki. Sastoji se od 2 tribusa sa 7 rodova, tipični je Buddleja sa 112 vrsta grmova iz tropska i suptropska Amerike, Afrike i jugoistočne Azije.
Potporodica je opisana u Syllabus, Ed. 1: 157., 1892.

## Tribusi i rodovi
1. Tribus Teedieae Benth.
  1. Dermatobotrys Bolus (1 sp.)
  2. Oftia Adans. (3 spp.)
  3. Ranopisoa J.-F.Leroy (1 sp.)
  4. Teedia Rudolphi (2 spp.)
  5. Freylinia Colla (10 spp.)
  6. Phygelius E.Mey. ex Benth. (2 spp.)
2. Tribus Buddlejeae Bartl.
  1. Buddleja L. (112 spp.)